# NGC 2995
NGC 2995 este o galaxie situată în constelația Velele. A fost descoperită în 5 aprilie 1837 de către John Herschel.